# Dachsberg bei Wittenmoor
Dachsberg bei Wittenmoor este o arie protejată (arie specială de conservare — SAC, sit de importanță comunitară — SCI) din Germania întinsă pe o suprafață de 48 ha, integral pe uscat.

## Localizare
Centrul sitului Dachsberg bei Wittenmoor este situat la coordonatele 54°17′18″N 9°32′49″E / 54.2883°N 9.5469°E.

## Înființare
Situl Dachsberg bei Wittenmoor a fost declarat sit de importanță comunitară în septembrie 2004 pentru a proteja 1 specie de animale. Situl a fost protejat și ca arie specială de conservare în ianuarie 2010.

## Biodiversitate
Situată în ecoregiunea atlantică, aria protejată conține 5 habitate naturale: Pajiști umede nord-atlantice cu Erica tetralix, Pajiști uscate europene, Mlaștini oligotrofe degradate, capabile încă de regenerare naturală, Mlaștini turboase de tranziție și turbării mișcătoare, Depresiuni pe substraturi de turbă de Rhynchosporion.
La baza desemnării sitului se află o specie protejată de  amfibieni: triton cu creastă (Triturus cristatus)